# Johann Gottfried Piefke
Johann Gottfried Piefke (né le 9 septembre 1815 à Schwerin an der Warthe ; mort le 25 janvier 1884 à Francfort) est un musicien militaire prussien et compositeur.
De son vivant, il a acquis une certaine notoriété et il a inspiré les Autrichiens à utiliser le surnom de Piefke pour désigner les Allemands.

## Biographie
Johann Gottfried Piefke est né en 1815. Il est le fils de l’organiste et musicien municipal Johann Piefke et de sa femme Dorothea. Le 1er mai 1835, il a entamé son service militaire en tant qu’hautboïste du 8e régiment de grenadiers du Corps à Francfort. Le 1er septembre 1838, il est allé à l’université de musique de Berlin, où il a eu une liaison avec la princesse de Trachenberg.  Il rejoint le IIIème régiment en tant que chef d’état-major, le 1er juin 1843. Avec des membres de son régiment, appelés par les Berlinois "Brezelgarde", Piefke est venu à Berlin en 1852. C’est là qu’il a développé son talent de musicien et que son public lui a rendu hommage. Le 23 juin 1859, il a reçu le titre de Directeur Royal de la Musique (Königlicher Musikdirektor), et six ans plus tard, le 20 mars 1865, il a été nommé directeur des titres de l’ensemble des chœurs musicaux (Director der gesamten Musikchöre) du IIIe régiment conféré par Wilhelm I.

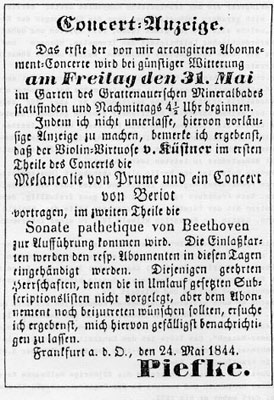
Annonce pour un concert organisé par Piefke en 1844 à Francfort.

En 1860, Piefke était retourné à Francfort pour des raisons militaires. C’est ici qu’il a épousé une fille de Johann Carl Hankewitz et qu’il a participé à la guerre contre le Danemark en 1864.
En 1866, il a participé à la guerre contre l’Autriche. Le 31 juillet 1866, un grand défilé a eu lieu à Marchfeld, près de Gänserndorf, à environ 20 kilomètres au nord-est de Vienne. En entrant dans la ville, Johann Gottfried Piefke et son frère de Rudolf (1835-1900) ont tous deux défilés à la tête du corps musical. Les Viennois auraient crié « Les Piefkes arrivent ! », qui a été plus tard le nom autrichien donné aux compatriotes de l’Allemagne de l’Ouest.
Pendant la guerre franco-allemande de 1870/71, Piefke est tombé malade lors du siège de Metz et n’a pu rejoindre son unité qu’en 1871. À la fin des années de guerre, Piefke se consacra de plus en plus à la musique classique, en faisant de nombreux concerts à Francfort ainsi que des voyages.
Le 25 janvier 1884, Gottfried Piefke meurt à l’âge de 68 ans. Trois jours plus tard, il a été enterré avec des honneurs militaires au vieux cimetière, aujourd’hui parc de Kleistpark à Francfort. La tombe n’a pas été préservée.
À Gänserndorf, où Piefke et son frère Rudolf avaient dirigé un corps musical en juillet 1866, un monument lui a été attribué en septembre 2009 avec une sculpture en acier Corten,.

## Travail

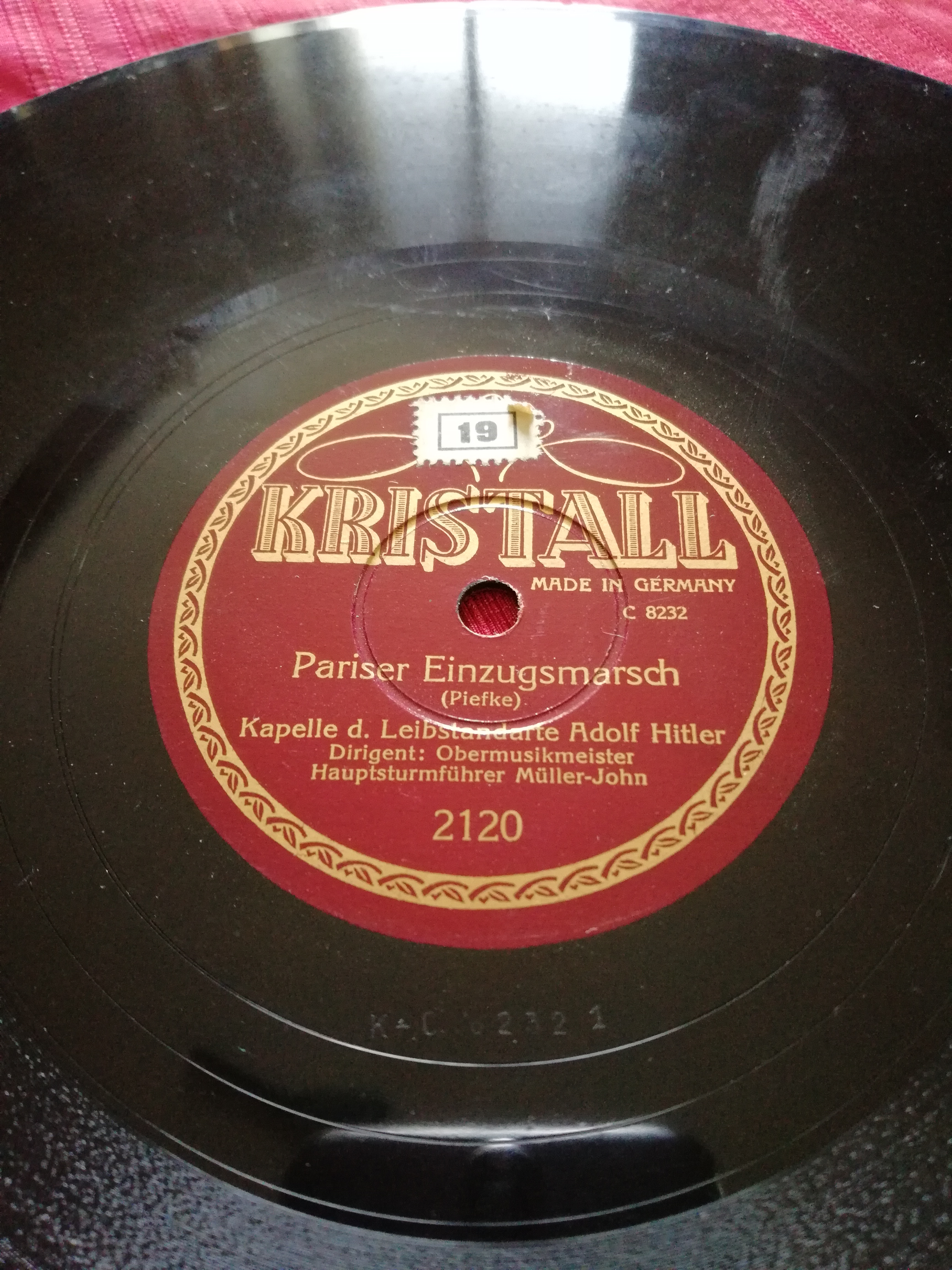
Disque de Pariser Einzugsmarsch, orchestre de la Leibstandarte Adolf Hitler / chef d’orchestre :Obermusikmeister Hauptsturmführer Hermann Müller-John, compositeur : Piefke.

En plus de la musique militaire, il s’est consacré à des œuvres classiques et à des concerts. Mais il était surtout connu grâce aux nombreuses marches qu’il composait. Parmi les plus célèbres figurent Preußens Gloria, Düppeler Schanzen-Marsch (de) et Königgrätzer Marsch (de).
Il a aussi composé Pochhammer-Marsch, Siegesmarsch, Gitana-Marsch, Margarethen-Marsch, Kaiser-Wilhelm-Siegesmarsch et Der Alsenströmer.

## Distinctions
- Croix de l'assaut de Düppel (de), reçue en 1864
- Médaille d’or de l’empereur d’Autriche-Hongrie, reçue en 1865
- Ordre royal des Hohenzollern, reçu le 18 janvier 1869
- Croix de fer de seconde classe, reçue en 1870
- Ordre de la Couronne de Prusse, quatrième classe, reçu en 1880